# Tierra sólida
Tierra sólida se refiere a "la tierra debajo de nuestros pies" o tierra firme, la superficie sólida del planeta y su interior. Contrasta con las envolturas fluidas de la Tierra, la atmósfera y la hidrosfera (pero incluye la cuenca oceánica), así como con la biosfera y las interacciones con el Sol. Incluye el núcleo líquido.    
La ciencia de la Tierra Sólida se refiere a los métodos de estudio correspondientes, un subconjunto de las ciencias de la Tierra, predominantemente geofísica y geología, excluyendo aeronomía, ciencias atmosféricas, oceanografía, hidrología y ecología. 

## Otras lecturas
- Fowler, C.M.R. (2006). The solid earth : an introduction to global geophysics (2nd edición). Cambridge, UK: Cambridge University Press. ISBN 9780521893077.

- Datos: Q15656329